# Arenaria alfacariensis
Arenaria alfacariensis är en nejlikväxtart som beskrevs av Renato Pampanini. Arenaria alfacariensis ingår i släktet narvar, och familjen nejlikväxter. Inga underarter finns listade i Catalogue of Life.